# (6914) Becquerel
(6914) Becquerel, désignation internationale (6914) Becquerel, est un astéroïde de la ceinture principale.

## Description
(6914) Becquerel est un astéroïde de la ceinture principale. Il fut découvert par Carolyn S. Shoemaker, David H. Levy et Henry E. Holt le 3 avril 1992 à l'observatoire Palomar. Il présente une orbite caractérisée par un demi-grand axe de 2,57 UA, une excentricité de 0,243 et une inclinaison de 2,21° par rapport à l'écliptique.
Il fut nommé en hommage au physicien français du XIXe siècle Henri Becquerel, qui découvrit la radioactivité.

## Compléments